# Gare d'Ospedaletti Ligure
La gare d'Ospedaletti Ligure est une gare ferroviaire italienne désaffectée située à Ospedaletti, dans la province d'Imperia, en Ligurie. La gare a été fermée en 2001.

## Situation ferroviaire
La gare est située sur une branche fermée de la ligne de Gênes à Vintimille entre les gares de San Remo et Bordighera. Elle est aujourd'hui désaffectée.
La gare disposait d'un bâtiment voyageurs, de deux voies, reliées par une passerelle, d'un triage fret, d'un dépôt et d'autres infrastructures liées au fret. Un passage souterrain permettait de passer sous les voies et d'accéder à la plage.
Depuis la fermeture de la gare, les voies ont été enlevées et un piste cyclable y a été aménagée en 2008.

## Histoire
La gare d'Ospedaletti est ouverte en 1872, à l'occasion de l'ouverture de la concurrence avec l'opérateur du tronçon Savone-Vintimille de la ligne de Gênes à Vintimille.
Le 10 septembre 1876, la gare est équipée d'un poste télégraphique public et privé mais les installations sont enlevées rapidement.
En 1964, alors que la gare était toujours desservie par des locomotives de type FS E.550, FS E.551 et FS E.554 (de), la branche de la ligne de Gênes à Vintimille abandonne le courant alternatif et opte pour le courant continu. Gênes, puis Turin en 1961 voient aussi ce changement se dérouler sous leurs yeux.
Le projet de construction de la gare et de la branche de la ligne de Gênes à Vintimille sur la côte déplaisait aux hôpitaux locaux, proposant l'installation des voies davantage en amont car les voies les sépareraient de la plage. Le 9 mai 1968, une réunion entre le président de la province Manfredo Manfredi (it), les Ferrovie dello Stato Italiane et le ministre des Transports Oscar Luigi Scalfaro a eu lieu. Il a été décidé que  la ligne serait déplacée en amont.
En raison de l'ouverture de la portion de la ligne de Gênes à Vintimille en amont entre les gares de Bordighera et Laigueglia, la gare d'Ospedaletti Ligure ainsi que les autres gares desservies par le portion de ligne remplacée ferment le 24 septembre 2001.

## Service des voyageurs

### Accueil
La gare disposait d'un guichet pour la vente de billets, d'un système d'annonce par haut-parleurs et d'une salle d'attente.

### Dessertes
La gare était desservie par des trains régionaux de la Trenitalia (à partir de 2000).

### Intermodalité
Une correspondance avec le réseau de trolleybus de la commune était possible. Une station de taxis était aménagée devant la gare. De 1913 à 1942, la gare faisait aussi office de terminus du tramway côtier (Tramway Ospedaletti-Sanremo-Taggia (it)), remplacé par le réseau de trolleybus de Sanremo (en) qui dessert toujours la ville.

## Galerie

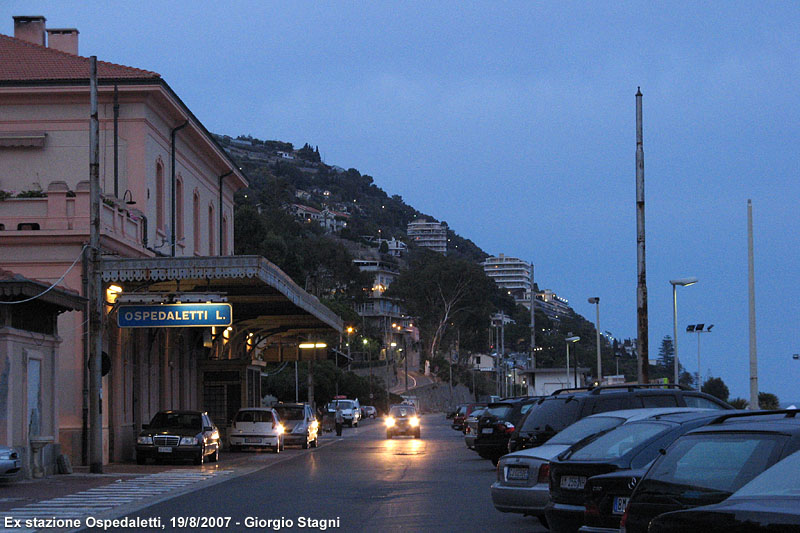
La gare vue depuis les anciennes voies en 2007, avant la construction de la piste cyclable.
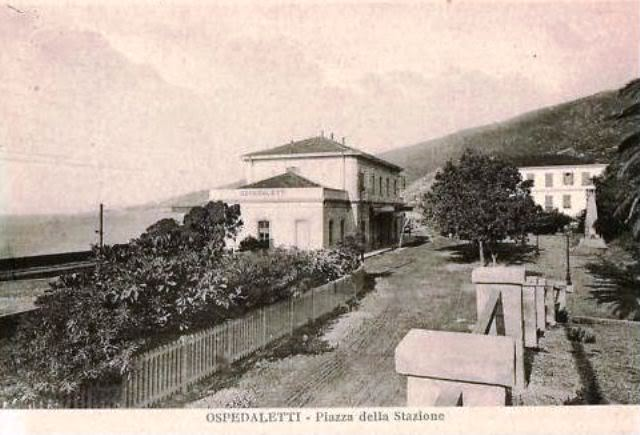
Vue de la gare sur une carte postale d'époque. on distingue l'appellation « Ospedaletti », avant son renommage en « Ospedaletti Ligure ».
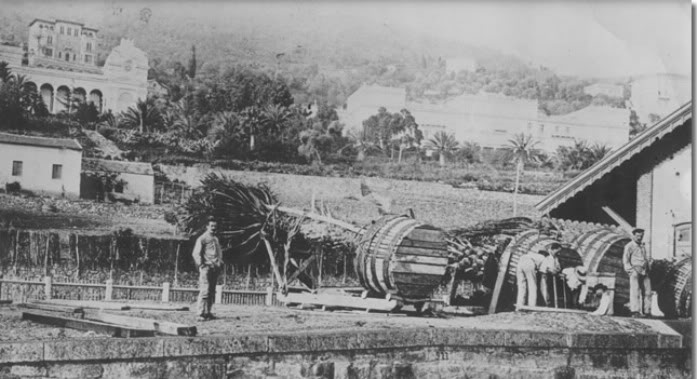
Les infrastructures fret de la gare en 1906.